# Dolichopeza himalayae
Dolichopeza himalayae är en tvåvingeart som beskrevs av Alexander 1952. Dolichopeza himalayae ingår i släktet Dolichopeza och familjen storharkrankar. Inga underarter finns listade i Catalogue of Life.